# Nerw uszno-skroniowy

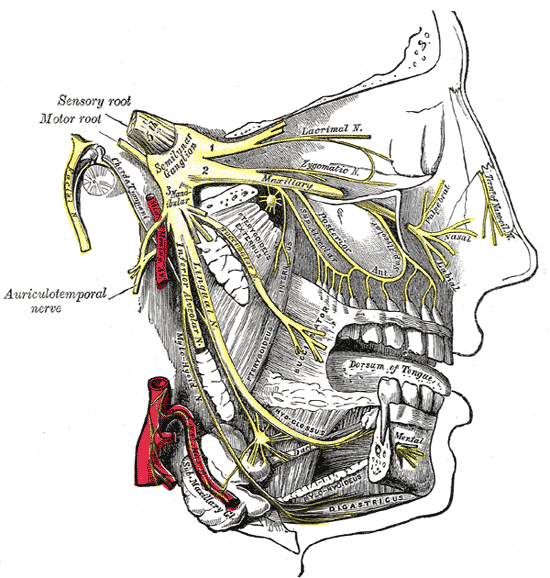
Nerw uszno-skroniowy widoczny w lewej części ilustracji, podpisany Auriculotemporal nerve.

Nerw uszno-skroniowy (łac. nervus auriculotemporalis) – w anatomii człowieka nerw czuciowy zaopatrujący skórę okolicy skroniowej, będący gałęzią nerwu żuchwowego. Zawiera zazwojowe włókna przywspółczulne unerwiające śliniankę przyuszną i gruczoły policzkowe, które otrzymuje ze zwoju usznego, który to otrzymuje je za pośrednictwem nerwu skalistego mniejszego wychodzącego ze splotu bębenkowego od nerwu językowo-gardłowego.

## Przebieg
Rozpoczyna się odchodząc od tylnego brzegu nerwu żuchwowego zazwyczaj dwoma korzeniami nieco poniżej otworu owalnego. Oba korzenie obejmują tętnicę oponową środkową i łącząc się tworzą jeden pień, który owija się dookoła wyrostka kłykciowego żuchwy. Następnie nerw kieruje się ku górze między stawem skroniowo-żuchwowym i przewodem słuchowym zewnętrznym, znajdując się pod górną częścią ślinianki przyusznej, do tyłu od tętnicy skroniowej powierzchownej.

## Gałęzie
Nerw uszno-skroniowy oddaje następujące gałęzie:
- Gałęzie łączące ze zwojem usznym (rami communicantes cum ganglio otico) – stanowią drogę, którą włókna przywspółczulne (pochodzące z nerwu skalistego mniejszego) podążają do ślinianki przyusznej.
- Gałęzie łączące z nerwem twarzowym (rami communicantes cum nervo faciali) – odchodzą w miejscu zagięcia nerwu uszno-skroniowego ku górze, prowadzą włókna czuciowe dla skóry policzków
- Gałęzie stawowe (rami articulares) – unerwiają staw skroniowo-żuchwowy.
- Gałęzie naczyniowe (rami vasculares) – unerwiają tętnicę oponową środkową i inne tętnice dołu podskroniowego.
- Nerw przewodu słuchowego zewnętrznego – jedna lub dwie gałązki, które wnikają do przewodu słuchowego zewnętrznego na jego granicy części chrzęstnej i kostnej. Zaopatrują skórę górnej i przedniej ściany przewodu. Oddaje gałąź błony bębenkowej unerwiającą ścianę boczną tejże błony.
- Nerwy uszne przednie – przebiegając do tyłu od tętnicy skroniowej powierzchownej docierają do bocznej powierzchni małżowiny usznej, której skórę unerwiają
- Gałęzie przyusznicze (rami parotidei) – wnikają w miąższ ślinianki przyusznej prowadząc włókna wydzielnicze ze zwoju usznego.
- Gałęzie skroniowe powierzchowne – gałęzie końcowe nerwu uszno-skroniowego, zwykle dwie. Przebiegają wraz z rozgałęzieniami tętnicy skroniowej powierzchownej unerwiając skórę okolicy skroniowej, nad łukiem jarzmowym, do przodu i powyżej małżowiny usznej.

## Patologia
- zespół Łucji Frey